# Velika Loka, Trebnje
Velika Loka je naselje v občini Trebnje.
Velika Loka je pretežno gručasta vas v ravnini na obeh bregovih Temenice ob železniški progi Ljubljana – Novo mesto. Starejši del naselja, ki stoji na desnem bregu Temenice so domačini imenovali Kurja vas, novejši del pa se razvija na levem bregu reke. K Veliki Loki spada tudi zaselek Marof, severno od naselja. V Temenici so v preteklosti prali perilo in napajali živino, čez njo držita dva mostova, pod Žabjim mostom pa se Temenica pretaka le v času velikih voda. Travnati del Temeniške doline od Velike Loke do Kamnega Potoka, Loška dolina, je ob poplavah zalit z vodo, med travniki pa so tudi rodovitna polja. Po drugi svetovni vojni je obstal mlin ob Temenici, še danes pa v naselju deluje žaga. 
V bližini je bilo odkrito večje rimsko grobišče, ki je le delno raziskano, do leta 1955 je bil tu sedež občine, na trgu pred zadružnim domom pa so leta 1955 odkrili spomenik padlim borcem in žrtvam fašizma z Velike Loke in osmih okoliških krajev. 
V starem delu vasi je cerkev svetega Jakoba, ki je centralna stavba na osmerokotni tlorisni zasnovi z glavnim oltarjem iz 18. stoletja in s ponovljenim motivom osmerokota v prezbiteriju. 
Z Velike Loke sta bila doma slavist in zgodovinar Bogo Teplý (1900 – 1979) ter rudarski strokovnjak Ermin Teplý (1902 – 1991).